# Дапэн (Шэньчжэнь)
Дапэн (кит. упр. 大鹏新区, пиньинь Dàpéng) — новый округ города субпровинциального значения Шэньчжэнь (провинция Гуандун). Является ключевым элементом нового промышленного и технологического парка «Шэньчжэньская международная био-долина». Благодаря своим лесам и паркам Дапэн известен как «зелёные лёгкие» и «сад за домом» Шэньчжэня.

## География
Площадь округа Дапэн составляет 607 км², включая 302 км² суши (1/6 территории Шэньчжэня) и 305 км² моря (1/4 морской акватории Шэньчжэня), протяжённость береговой линии — 133,22 км (более 1/2 береговой линии Шэньчжэня). Округ занимает территорию полуострова Дапэн (Дапэнбаньдао, Dapengbandao), который с восточной стороны омывают воды залива Дая (Даявань, Daya Bay), с западной стороны — воды залива Мирс (Дапэнвань, Mirs Bay), с южной стороны — воды Южно-Китайского моря.
Дапэн занимает восточную оконечность Шэньчжэня, с запада он граничит с районом Яньтянь, с северо-запада — с районом Пиншань, с северо-востока и востока — с районом Хойян. Значительная часть полуострова находится под охраной Национального геопарка (Dapeng Peninsula National Geopark). В центре геопарка возвышается гора Циньяншань (869 м) — вторая по высоте гора Шэньчжэня.

### Флора и фауна
В прибрежных водах полуострова Дапэн обитают китайские дельфины, кашалоты, рыбы-клоуны, морские звёзды и коралловые полипы (в том числе актинии), которые создают коралловые рифы. Также здесь во время миграций встречаются серые и горбатые киты. В горах Дапэна растут редкие виды кирказона и азалии.

## История
Согласно раскопкам поселения Сяньтоулин, расположенного вблизи побережья залива Мирс, люди строили жилища на полуострове Дапэн уже в период неолита и династии Шан.

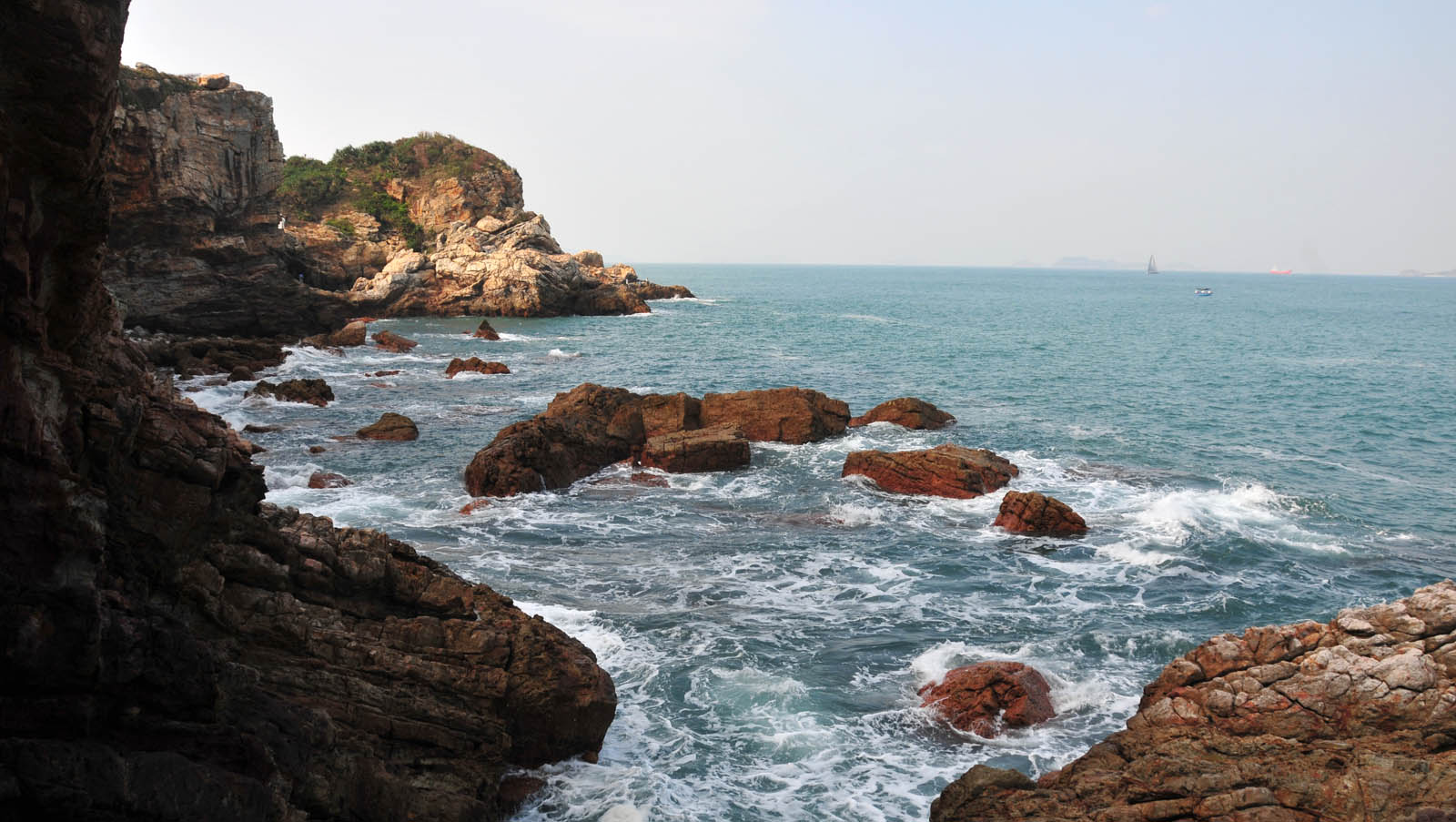
Морское побережье полуострова Дапэн

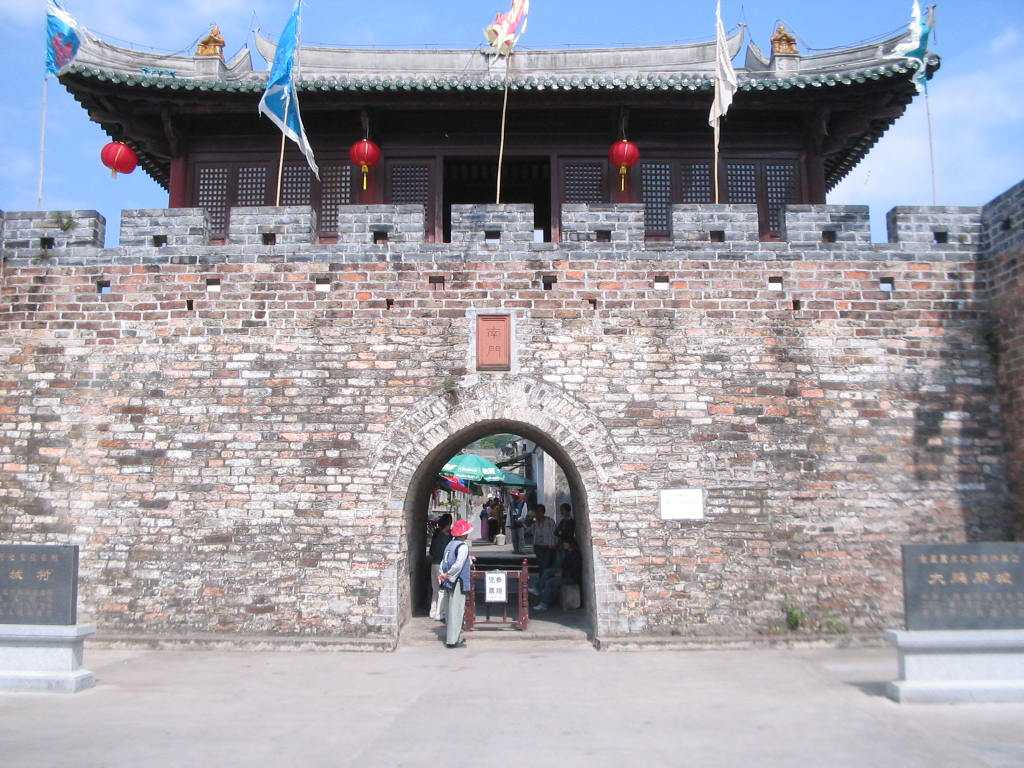
Крепость Дапэн

В 1394 году минские власти построили на полуострове крепость Дапэн (Дапэнчэн), которая охраняла жителей побережья от частых набегов вокоу. Со временем вокруг крепости вырос укреплённый городок Пэнчэн. В 1571 году крепость выдержала 40-дневную осаду японских пиратов. Именно среди солдат гарнизона крепости Дапэн в результате смешения кантонского и хакка зародился местный диалект дапэн.
В эпоху династии Цин под юрисдикцией крепости Дапэн находился обширный участок побережья и соседние острова, включая Лантау. В период правления императора Даогуана гарнизон и флот крепости Дапэн принимали участие в Первой опиумной войне против британцев. В сентябре 1839 года отряд генерала Лай Эньцзуя отплыл из Дапэна и разгромил британцев в прибрежных водах Коулуна. Значение крепости упало после подписания в 1898 году императором Гуансюем соглашения с Британией о расширении границ Гонконга.
Во время Культурной революции на полуострове Дапэн случился массовый голод. В 1993 году на полуострове была введена в эксплуатацию АЭС Даявань, а в 2002 году — АЭС Линьао. Новый округ Дапэн создан 30 декабря 2011 года на основе трёх уличных комитетов, выделенных из состава округа Лунган.

## Административное деление
Формально новый округ Дапэн находится под юрисдикцией округа Лунган, но фактически подчиняется напрямую правительству Шэньчжэня. Во главе Дапэна стоят секретарь Рабочего комитета Компартии округа и директор управляющего комитета округа.
Округ делится на три уличных комитета и 25 микрорайонов.
Уличные комитеты:
- Дапэн (Dapeng Subdistrict, 大鹏街道)
- Куйчун (Kuichong Subdistrict, 葵涌街道)
- Наньао (Nan’ao Subdistrict, 南澳街道)

## Население
По состоянию на 2020 год в округе Дапэн проживало около 200 тыс. человек, в том числе 39 тыс. зарегистрированных жителей, плотность населения района — 605 человек на км². Основное население — ханьцы, говорящие на кантонском диалекте. Кроме того, в округе проживает много трудовых мигрантов из Северного Китая, говорящих на путунхуа. Имеются большие общины хакка и экспатов.
На полуострове широко распространён локальный диалект дапэн (大鹏话) — вариант кантонского с сильным влиянием хакка. Сегодня благодаря большим общинам хуацяо носители диалекта дапэн имеются также в Гонконге, Рандстаде, Портсмуте и Нью-Йорке.

## Экономика

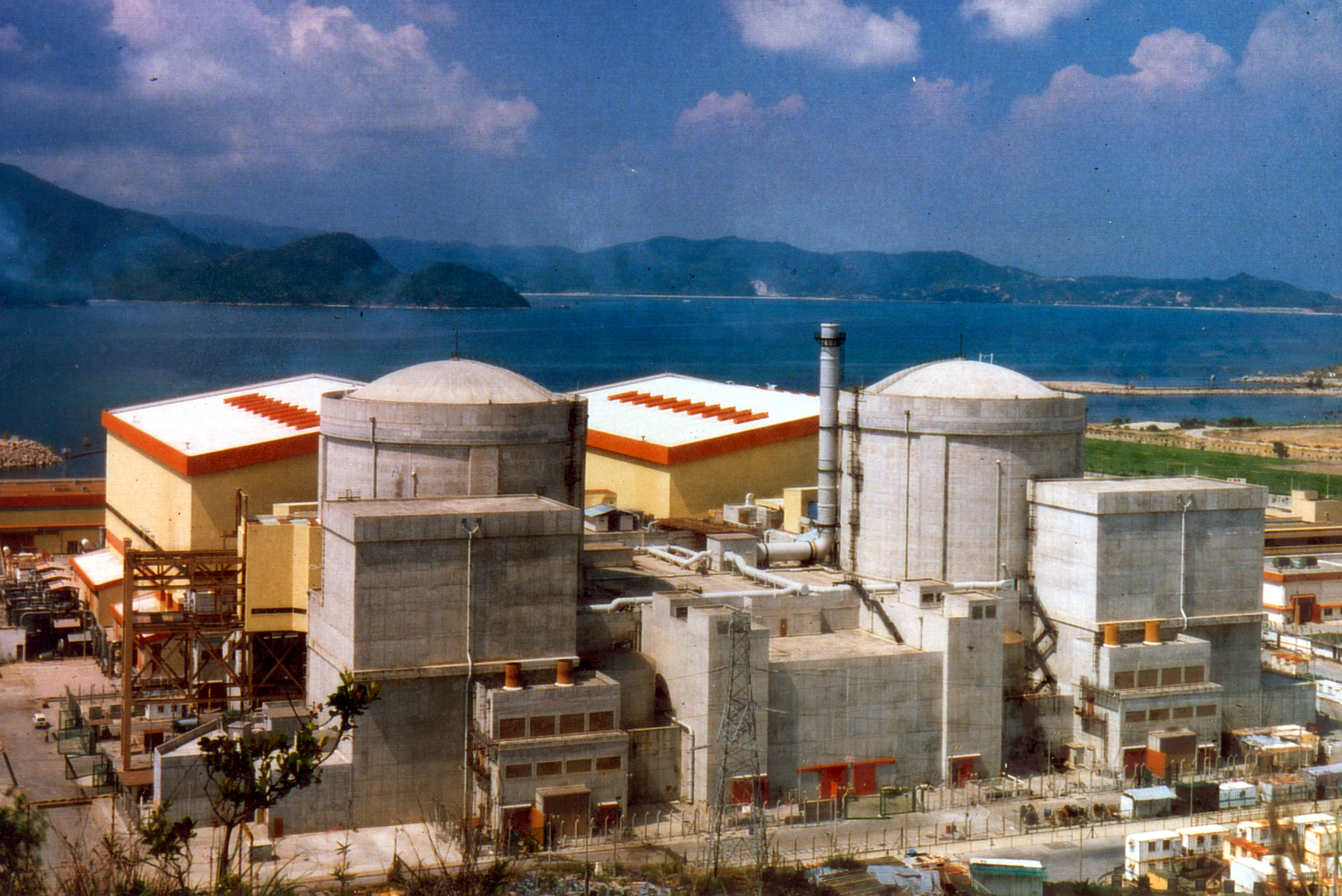
АЭС Даявань

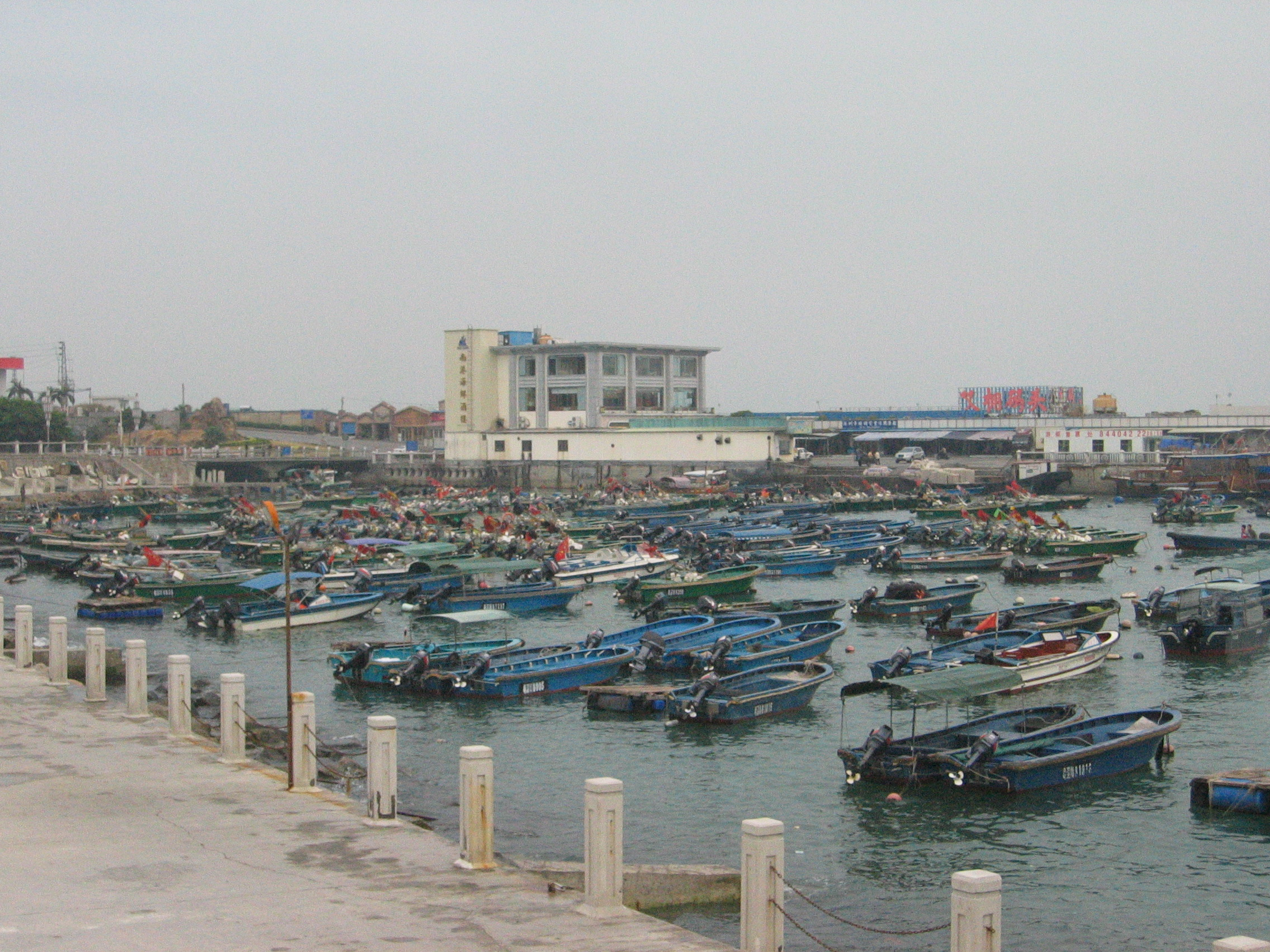
Порт Наньао

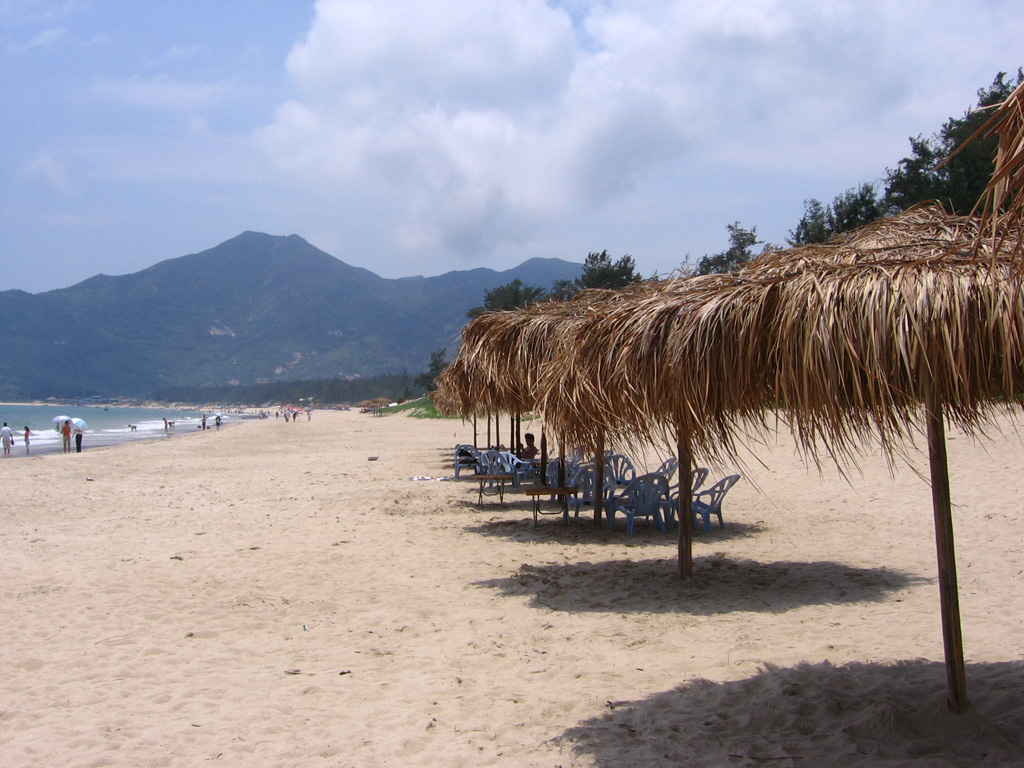
Пляж Сичун

На полуострове Дапэн развиты такие сектора, как атомная энергетика, биотехнологии, биофармацевтика, сельское хозяйство, рыболовство, разведение морепродуктов, морская биология, туризм, медицинские услуги и охрана окружающей среды. На побережье залива Дая располагаются две атомные электростанции — АЭС Даявань и АЭС Линьао компании China General Nuclear Power Group.
На побережье залива Дапэн расположен СПГ-терминал, который снабжает газом Шэньчжэнь, Хойчжоу, Дунгуань, Гуанчжоу и Фошань. Терминал принадлежит консорциуму компаний CNOOC, BP, Shenzhen Gas Corporation, Guangdong Yudean Group, Guangzhou Gas, Shenzhen Energy Group, Hongkong Electric Company и The Hong Kong and China Gas Company. Главный рыболовный порт расположен в деревне Наньао.
Крупнейшим торговым центром округа является Dapeng Kaisa Plaza, расположенный в жилом комплексе Kaisa Peninsula.

### Зонирование
На территории округа Дапэн расположены Демонстрационная зона инноваций в области здравоохранения Дапэн — Пиншань, Морской биопромышленный парк (Dapeng Marine Bio-Industry Park, входит в состав Shenzhen International Bio-Valley), Промышленный парк бионауки (Life Science Industrial Park), технопарки Baguang Science Innovation Bay и Longqi Marine Economy Bay, промышленная зона Тунфую (Tongfuyu Industrial Area) в Куйчуне, туристическая зона Dapeng Coastal Cultural Tourism Bay.

### Туризм
Самыми знаменитыми пляжами Дапэна являются Сичун и Дунчун. Вдоль пляжей побережья построены многочисленные отели и курортные комплексы (среди наиболее комфортабельных отелей — Shenzhen Marriott Golden Bay на берегу залива Мирс, Lavenna Resort Judiaosha на берегу залива Дая и Holdfound Dongchong на берегу Южно-Китайского моря). Также для досуга туристов оборудованы пешеходные тропы, поля для гольфа, пункты проката снаряжения для сёрфинга и парк развлечений с фигурами динозавров.
Среди главных достопримечательностей района:
- Парк развлечений Legoland Shenzhen Resort британской компании Merlin Entertainments в Наньао[28].
- Крепость Дапэн и «деревня за стеной» (военная и гражданская архитектура эпохи Мин и Цин)[29].
- Старинная деревня Пэнчэн[30].
- Пляж Цзяочанвэй и колоритная туристическая деревня вдоль него[31].
- Буддийский храм Дуншаньси XIV века[32].
- Национальный геопарк с горами Циньяншань (869 м) и Пайя (707 м)[33][34].
- Пляж Янмэйкэн, рядом с которым расположена популярная марина[35].
- Земляничный сад Янмэйкэн[36].
- Пляжи Сичун и Дунчун.
- Древний буддийский храм Таньсянь.
- Старинная рыбацкая деревня Хэсоу[37][38].
- Залив Эгун с красивым песчаным пляжем и водопадом[39].
- Улица морепродуктов в Наньао[40].
- Пляж Цзиньшавань («Пляж Золотого песка»)[41].
- Дайвинг на коралловых рифах в районах Янмэйкэн и Луцзуй, в заливе Гуйван и на острове Цинжэнь[42].
- Сёрфинг и виндсёрфинг в заливе Цзиньшуйвань[43].

## Транспорт

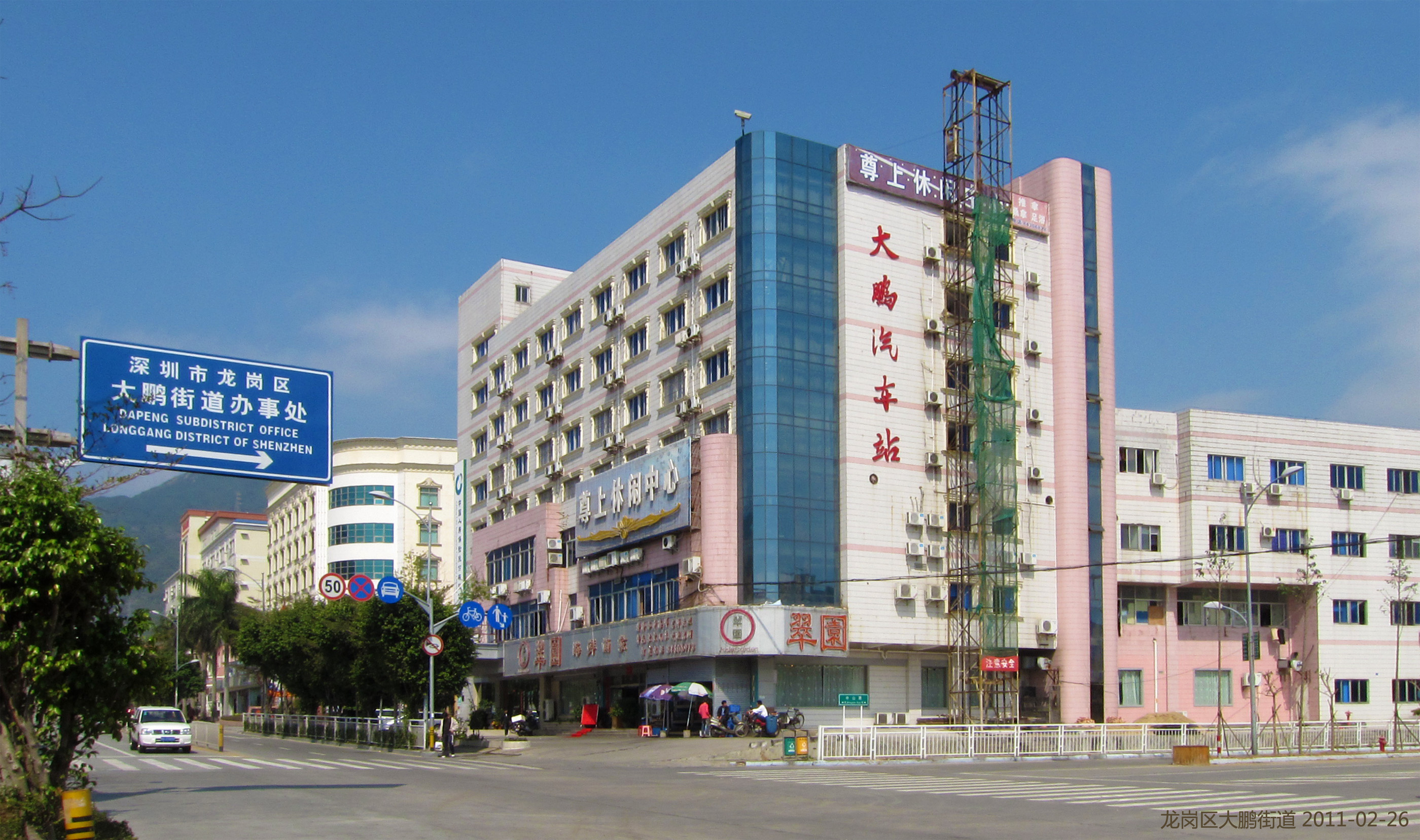
Автобусная остановка в Дапэне

В северной части округа с запада на восток проходит скоростное шоссе Яньба (Yanba Expressway), которое соединяет районы Лоху и Яньтянь с Хойчжоу. С севера на юг Дапэн пересекает шоссе S359, которое тянется от района Баоань до курортного посёлка Сичун на южном побережье полуострова. Все пляжи и рыбацкие деревни соединены с административным центром автобусными маршрутами.
В соседнем районе Пиншань расположена станция высокоскоростной железной дороги Сямынь — Шэньчжэнь. Ближайшие к Дапэну станции Шэньчжэньского метрополитена расположены в районах Яньтянь (Восьмая линия) и Лунган (Третья линия). Планируется построить продолжение Восьмой линии от курорта Сяомэйша в районе Яньтянь до пляжа Сичун. Дапэн обслуживают все службы такси Шэньчжэня.

## Культура

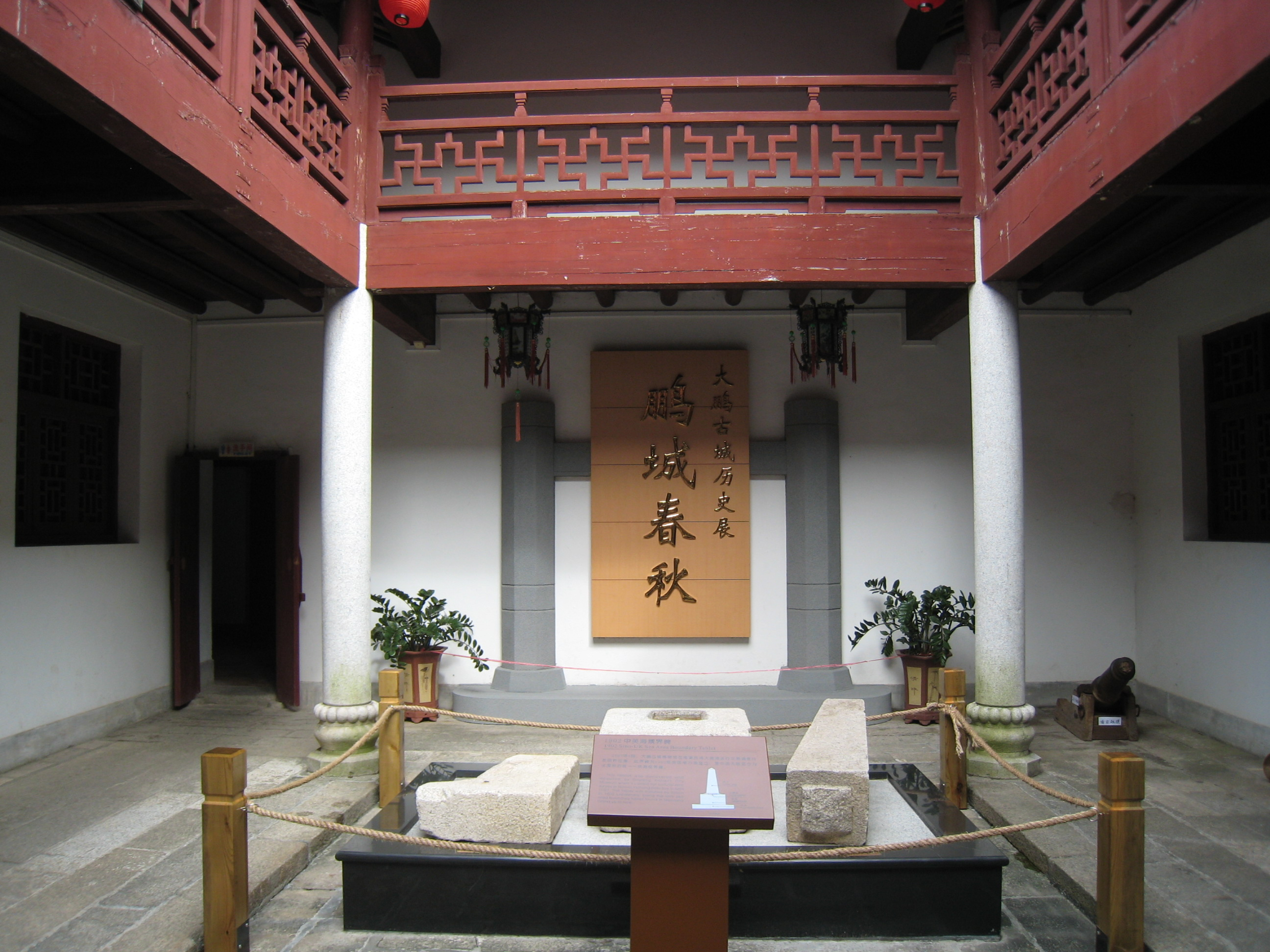
Музей в крепости Дапэн

На полуострове расположены сеть культурно-художественных и культурно-спортивных коммунальных центров, 12 окружных и районных библиотек, Музей древнего города Дапэн и Музей Национального геопарка полуострова Дапэн. В округе регулярно проводятся различные фольклорные и храмовые праздники, ярмарки и выставки, художественные и музыкальные фестивали.
На полуострове Дапэн снимался китайский фильм «Русалка» режиссёра Стивена Чоу.

### Кухня
Кухня Дапэна славится своими свежими морепродуктами, особенно морскими ушками и жареной рыбой (прежде всего угрями). Также здесь готовят рисовую лапшу, суп из рисовой муки «лайфэньцзай», жареные куриные крылышки, жаренную утку, курицу, запечённую в глине, жаренную свинину, клюквенный соус, выпечку с листьями полыни; в горах собирают чай сорта «юньву» и мёд.

## Образование
В округе Дапэн работают 15 детских садов, 6 начальных школ, 4 школы девятилетнего образования и 4 средние школы, в том числе школа при Китайском народном университете.

## Наука

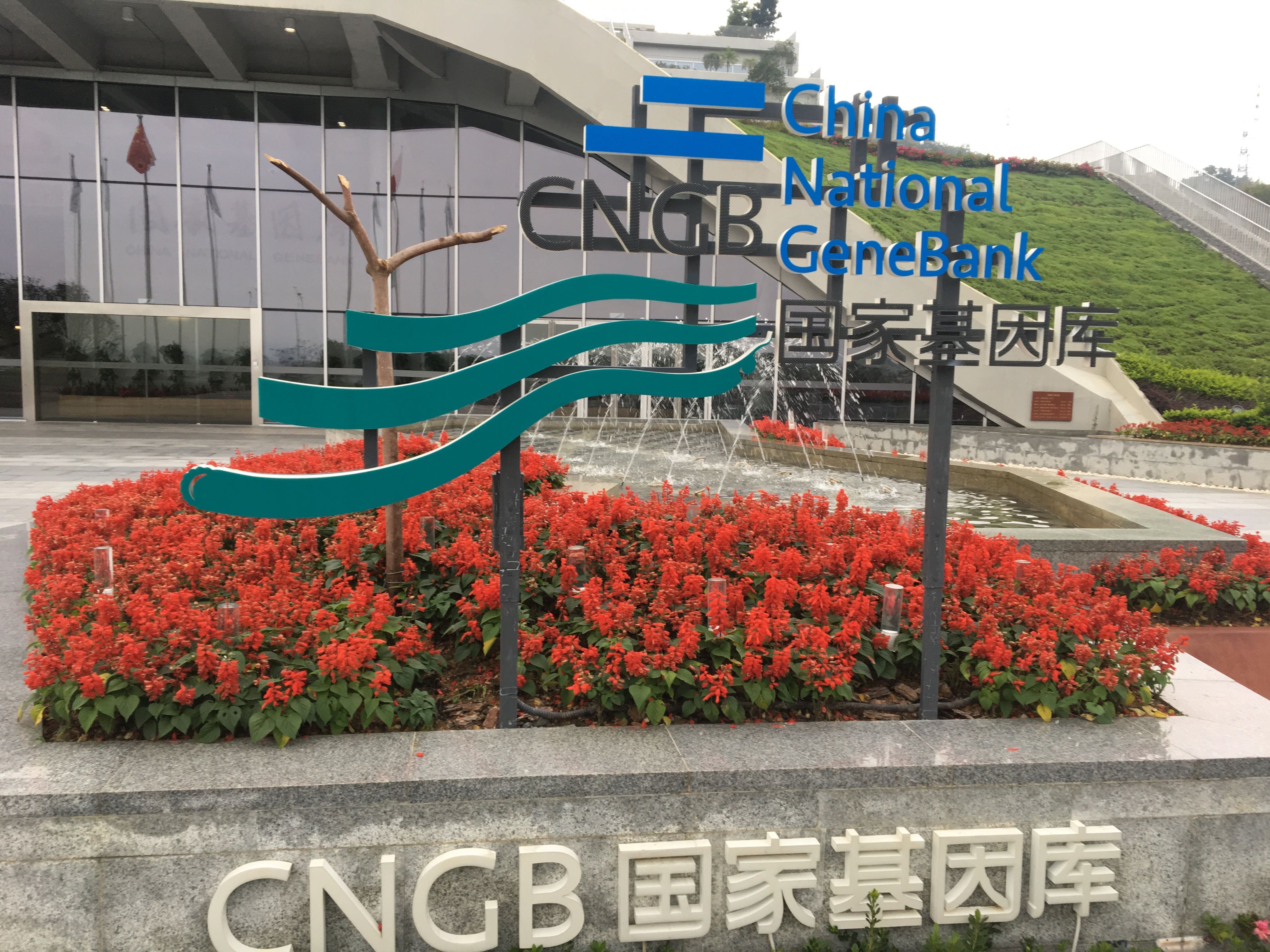
Китайский национальный генный банк

В Дапэне базируется государственный Китайский национальный генный банк (China National GeneBank), основанный в 2016 году для хранения, систематизации и исследования генов, а также для исследований в области синтетической биологии и генетической инженерии.
Также в Дапэне созданы Рисоводческая платформа Академии сельскохозяйственных наук Китая, научно-исследовательские институты Южного научно-технологического университета и Гуандунского океанического университета, несколько биотехнологических и медицинских лабораторий. В районе пляжа Сичун располагается комплекс астрономической и метеорологической обсерваторий.

## Здравоохранение
В округе расположены три больницы — Центр здравоохранения матери и ребёнка (Дапэн), Народная больница Наньао (Наньао) и Народная больница Куйчун (Куйчун).

## Спорт
В районах и деревнях округа Дапэн имеется несколько коммунальных культурно-спортивных центров, а также спортивных залов при центрах обслуживания населения. На острове Дуншань строится национальный центр водных видов спорта. Ежегодно в округе проводятся «Новогодний марафон» и Международная регата «Кубок Китая».